# Max Otto Wurmbach
Max Otto Wurmbach, auch Max-Otto Wurmbach (* 24. September 1885 in Frankfurt am Main; † 1946) war ein deutscher Oberst der Luftwaffe der Wehrmacht.

## Leben
Max Otto Wurmbach besuchte bis zur Sexta die Liebig-Realschule in Bockenheim und ging daraufhin auf ein Realgymnasium in Frankfurt. Zu Ostern 1901 schloss er dort sein Abitur ab und begann in Hüttenwerken und Maschinenfabriken zu arbeiten. Ab Herbst 1904 studierte er für ein Jahr an der Technischen Hochschule Karlsruhe, bevor er an die Technische Hochschule nach Berlin wechselte und dort bis Ostern 1908 blieb.
Er promovierte an der Technischen Hochschule Karlsruhe.
Als Major der Luftwaffe der Wehrmacht war er ab 22. Mai 1939 zeitweise vom Stab des III. Armeekorps zur Abteilung Ausland/Abwehr im OKW kommandiert. Ab 1. September 1942 war er im Reichsluftfahrtministerium beim Generalluftzeugmeister und wurde zum Oberst befördert. Später kam er als Chef der Abteilung WWi 4. Abwehr in der Amtsgruppe Wehrwirtschaft im OKW.
Kurz vor Kriegsende gehörte er dem Stab vom Stadtkommandanten von Greifswald an und war dessen Stellvertreter. Am 27. April 1945 suchte eine Gruppe von Greifswalder Persönlichkeiten um den Rektor der Universität Greifswald Carl Engel den Stadtkommandanten von Greifswald Oberst Rudolf Petershagen auf und versuchte die Verteidigung der Stadt zu verhindern. Petershagen willigte in den Versuch einer kampflosen Übergabe der Stadt ein und schickte Wurmbach zum Direktor der Medizinischen Universitätsklinik Gerhardt Katsch, um diesen als Unterhändler zu gewinnen. Zwei Tage später, nachdem die sowjetischen Truppen die Peene überschritten hatten, fuhr Wurmbach als Parlamentär u. a. zusammen mit Katsch und Engel den sowjetischen Truppen entgegen und konnte die kampflose Übergabe der Stadt Greifswald in der Nacht vom 29. zum 30. April 1945 erreichen. In der Nacht zum 30. April kehrten die Parlamentäre durch Soldaten der Roten Armee begleitet nach Greifswald zurück. Vor ihrer Ankunft in Greifswald trafen sie auf den NSDAP-Kreisleiter Otto Schmidt, welcher die Verhandlungen verhindern wollte. Im darauffolgenden Feuergefecht mit den sowjetischen Begleitern der Unterhändler wurde Schmidt tödlich verwundet. Die Gruppe um Wurmbach erreichte Greifswald unbeschadet.
Wurmbach kam in sowjetische Kriegsgefangenschaft und starb darin 1946.
1993 wurde Wurmbach postum zum Ehrenbürger von Greifswald.